# Melissodes nigracauda
Melissodes nigracauda är en biart som beskrevs av Laberge 1961. Melissodes nigracauda ingår i släktet Melissodes och familjen långtungebin. Inga underarter finns listade i Catalogue of Life.